# Tanganyika tartomány
A Tanganyika tartomány a Kongói Demokratikus Köztársaság 2005-ös alkotmánya által létrehozott közigazgatási egység. Az alkotmány 2009. február 18-án, 36 hónappal az alkotmányt elfogadó népszavazás után lépett hatályba. Az új alkotmány a korábbi Katanga tartományt négy részre osztja, melyeknek egyike a Tanganyika körzet, Katanga jelenlegi körzete. A tartomány az ország déli részén fekszik. Fővárosa Kalemie. A tartomány nemzeti nyelve a szuahéli.
A tartomány keleti része a Tanganyika-tóval határos.

## Története
Azon a területen, ahol jelenleg Tanganyika tartomány fekszik, a katangai lubák 1960. október 20-án fellázadtak a független Katanga állam ellen. 1961-ben Katanga állam visszafoglalta a tartományt, de a kinshasai kormány még abban az évben visszavette a hatalmat felette. 1962. július 11-től 1966. december 28-ig a területet Észak-Katanga tartományként tartották nyilván. A tartomány irányítását 1966-ban átvette a központi kormány, majd végül Mobutu kormánya Észak-Katanga, Lualaba és Kelet-Katanga (Katanga Oriental) egyesítésével helyreállította Katanga tartományt. 1971-1997 között Katanga tartomány neve Shaba tartomány volt. 

### Elnökei (1965-től kormányzó)
- 1960. október 20. – 1961. március, Prosper Mwamba-Ilunga (először)
- 1962. szeptember 11. - 1963. szeptember 27., Prosper Mwamba-Ilunga (másodszor)
- 1963. szeptember 27. - 1964. március 15., Jason Sendwe (először)
- 1964. március 15. - 1964. április 21., Fortunat Kabange Numbi
- 1964. április 21.- 1964. június 18., Jason Sendwe (másodszor)
- 1964. június 22. - 1964. július, Ildephonse Masengo 
  - (az egész Katanga tartomány ideiglenes kormányának feje, aki gyakorlatilag a Népköztársaság erői által elfoglalt területek felett is hatalmat gyakorolt)
- 1965. július 22. - 1966. november 5., Henri Ndala Kambola
  - (közigazgatási vezető)

## A Tanganyika körzet közigazgatásának vezetője
- 2005. szeptember 14-től napjainkig Rigobert Tshinanga Musungayi

## Területi felosztása
A tartomány körzetei az új alkotmány szerint:
- Nyunzu
- Moba
- Manono
- Kongolo
- Kalemie
- Kabalo

## Külső hivatkozások
- Tanganyika tartomány körzeti felosztása
- A Kongói Demokratikus Köztársaság tartományai és azok vezetői